# Geová Lemos Cavalcante

Requerimento de censura da peça “Quem casa quer casa”, de Martins Pena, com a assinatura de Geová Lemos Cavalcante.

Geová Lemos Cavalcante foi um delegado e censor brasileiro durante a ditadura militar. Foi diretor da Divisão de Censura de Diversões Públicas, assumindo o cargo em 1970. Foi dito que em sua gestão "espalh[ou] o medo entre os produtores culturais e artistas, ao avaliar, classificar e muitas vezes vetar peças de teatro, filmes, músicas e telenovelas".